# Championnats d'Asie juniors d'athlétisme 2006
Navigation
2004 2008
Les 12es Championnats d'Asie juniors d'athlétisme ont eu lieu du 15 au 18 juillet 2006 à Macao.

## Podiums

### Hommes
| Épreuve | Or                                                                              | Or             | Argent                                                                                         | Argent         | Bronze                                                                        | Bronze         |
| --- | ------------------------------------------------------------------------------- | -------------- | ---------------------------------------------------------------------------------------------- | -------------- | ----------------------------------------------------------------------------- | -------------- |
| 100 m (Vent : +1,7 m/s) | Liang Jiahong Chine                                                             | 10 s 32        | Taweesak Pooltong Thaïlande                                                                    | 10 s 51        | Takafumi Kumamoto Japon                                                       | 10 s 57        |
| 200 m (Vent : 0,9 m/s) | Abdullah al-Sooli Oman                                                          | 21 s 44        | Mohamed al-Rawahi Oman                                                                         | 21 s 58        | Liu Xiongwei Chine                                                            | 21 s 78        |
| 400 m | Mohamed al-Rawahi Oman                                                          | 47 s 40        | Reza Bouazar Iran                                                                              | 47 s 57        | Mitsuhiro Abiko Japon                                                         | 47 s 83        |
| 800 m | Masato Yokota Japon                                                             | 1 min 51 s 34  | Ali al-Deraan Arabie saoudite                                                                  | 1 min 53 s 03  | Sajeesh Joseph Inde                                                           | 1 min 53 s 36  |
| 1 500 m | Thamer Kamal Ali Qatar                                                          | 3 min 49 s 74  | Daiki Sato Japon                                                                               | 3 min 50 s 89  | Mohammad Saleh Rostami Iran                                                   | 3 min 55 s 07  |
| 5 000 m | Saad Salem Malek Qatar                                                          | 14 min 29 s 65 | Saleh Bakheet Bahreïn                                                                          | 14 min 30 s 97 | Naser Jamal Naser Qatar                                                       | 14 min 32 s 79 |
| 10 000 m | Mohamed Abduh Bakhet Qatar                                                      | 30 min 25 s 03 | Ali al-Amri Arabie saoudite                                                                    | 30 min 25 s 03 | Naser Jamal Naser Qatar                                                       | 30 min 33 s 62 |
| 110 m haies (99,0 cm) (Vent : -1,3 m/s) | Huang Hao Chine                                                                 | 13 s 64        | Rayzam Wan Sofian Malaisie                                                                     | 13 s 84        | Yan Xu Chine                                                                  | 13 s 99        |
| 400 m haies | Bandar Yahya al-Sharahili Arabie saoudite                                       | 51 s 23        | Mohamed Daak Arabie saoudite                                                                   | 51 s 99        | Junya Imai Japon                                                              | 52 s 02        |
| 3 000 m steeple | Ali al-Amri Arabie saoudite                                                     | 8 min 42 s 94  | Thamer Kamal Ali Qatar                                                                         | 8 min 43 s 09  | Saad Salem Malek Qatar                                                        | 8 min 57 s 86  |
| 4 × 100 m | Thaïlande Srimunta Montree Taweesak Pooltong Tawarit Chantaphan Pratan Parueang | 40 s 30        | Oman Mohamed Al-Kasbi Ahmed Nasser Al-Waheibi Abdullah Al-Sooli Mohamed Al-Rawahi              | 40 s 56        | Taipei chinois Liang Tse-Ching Yi Wei-Chen Ho Hsien-Tsung Lin Pao-Tung        | 40 s 67        |
| 4 × 400 m | Japon Mitsuhiro Abiko Akihiro Katsumata Masato Yokota Yuzo Kanemaru             | 3 min 10 s 09  | Arabie saoudite Yonas Al-Hosah Mohamed Ali Al-Bishi Bandar Yahya Al-Sharahili Ismail Al-Sabani | 3 min 11 s 46  | Thaïlande Yotsanee Chanwit Nanin Chaiwut Wuttichai Nhuanktang Teerwet Tawanba | 3 min 13 s 51  |
| 10 000 m marche | Bai Xuejin Chine                                                                | 43 min 48 s 91 | Hiroyuki Hirano Japon                                                                          | 45 min 43 s 66 | Yusuke Suzuki Japon                                                           | 47 min 06 s 99 |
| Saut en hauteur | Huang Haiqiang Chine                                                            | 2,20 m         | Torlarp Sudjanta Thaïlande                                                                     | 2,18 m         | Vitaliy Tsykunov Kazakhstan                                                   | 2,16 m         |
| Saut à la perche | Yang Yansheng Chine                                                             | 5,30 m         | Takafumi Suzuki Japon                                                                          | 5,20 m         | Junya Nagata Japon                                                            | 5,10 m         |
| Saut en longueur | Zhang Xiaoyi Chine                                                              | 7,78 m         | Noriyoki Sakurai Japon                                                                         | 7,62 m         | Mohammad Arzandeh Iran                                                        | 7,59 m         |
| Triple saut | Mohamed Yusuf Salman Bahreïn                                                    | 16,42 m        | Varunyoo Kongnil Thaïlande                                                                     | 15,82 m        | Nguyen Manh Hieu Viêt Nam                                                     | 15,68 m        |
| Lancer du poids (6 kg) | Wang Like Chine                                                                 | 20,17 m        | Sourabh Vij Inde                                                                               | 19,62 m        | Meshari Mohammad Koweït                                                       | 19,60 m        |
| Lancer du disque (1,750 kg) | Mahmoud Samimi Iran                                                             | 61,52 m        | Zhang Qun Chine                                                                                | 55,60 m        | Dong Hao Chine                                                                | 54,29 m        |
| Lancer du marteau (6 kg) | Wang Yong Chine                                                                 | 71,66 m        | Zhou Heng Chine                                                                                | 68,66 m        | Reza Moghaddam Iran                                                           | 64,51 m        |
| Lancer du javelot | Li Yu Chine                                                                     | 74,93 m        | Chen Yu-Wen Taipei chinois                                                                     | 71,29 m        | Wang Qingbo Chine                                                             | 69,36 m        |
| Décathlon (junior) | Zhu Hengjun Chine                                                               | 7 316 pts      | Liao Shu-Chien Taipei chinois                                                                  | 6 808 pts      | Mohamed Al-Qaree Arabie saoudite                                              | 6 564 pts      |
| Records et Performances - AR : Record continental (area record) - CR : Record des championnats (championship record) - MR : Record du meeting (meet record) - NR : Record national (national record) - OR : Record olympique (olympic record) - PR : Record paralympique (paralympic record) - PB : Record personnel (personal best) - SB : Meilleure performance personnelle de la saison (season's best) - WL : Meilleure performance mondiale de l'année (world leader) - WJR : Record du monde junior (world junior record) - WR : Record du monde (world record) Circonstances et Conditions - DNF : N'a pas terminé (did not finish) - DNS : N'a pas pris le départ (did not start) - DQ : Disqualification (disqualification) - NM : Aucun essai valable enregistré (No Mark) - Q : Qualifié « directement » au prochain tour (ou à la prochaine compétition), lors d'une compétition majeure, grâce au classement ou à la réalisation des minima (automatic qualifier) - q : Qualifié au prochain tour (ou à la prochaine compétition), lors d'une compétition majeure, grâce au repêchage ou à la réalisation de l'une des meilleures performances parmi celles des « non qualifiés directement » (grâce au meilleur temps ou à la meilleure distance par exemple) (secondary qualifier) |                                                                                 |                |                                                                                                |                |                                                                               |                |

### Femmes
| Épreuve | Or                                               | Or             | Argent                                                                         | Argent         | Bronze                                                                       | Bronze         |
| --- | ------------------------------------------------ | -------------- | ------------------------------------------------------------------------------ | -------------- | ---------------------------------------------------------------------------- | -------------- |
| 100 m (Vent : -0,8 m/s) | Nao Okabe Japon                                  | 11 s 76        | Wang Yaqi Chine                                                                | 11 s 84        | Ayaka Takeuchi Japon                                                         | 12 s 03        |
| 200 m (Vent : -0,6 m/s) | Chen Jue Chine                                   | 24 s 19        | Ghofran Al-Mouhmad Syrie                                                       | 24 s 45        | Kunya Harnthong Thaïlande                                                    | 24 s 74        |
| 400 m | Li Xueji Chine                                   | 53 s 43        | Chen Cuiyu Chine                                                               | 54 s 80        | Irina Zudikhina Ouzbékistan                                                  | 55 s 72        |
| 800 m | Tong Xiaomei Chine                               | 2 min 08 s 10  | Kieko Shinada Japon                                                            | 2 min 09 s 70  | Jhuma Khatun Inde                                                            | 2 min 09 s 95  |
| 1 500 m | Akane Ota Japon                                  | 4 min 30 s 16  | Liu Fang Chine                                                                 | 4 min 30 s 17  | Aki Matsunaga Japon                                                          | 4 min 31 s 09  |
| 3 000 m | Mio Fukahori Japon                               | 9 min 30 s 59  | Kazue Kojima Japon                                                             | 9 min 30 s 62  | Kim Jong-Hyang Corée du Nord                                                 | 9 min 30 s 79  |
| 5 000 m | Nami Matsuda Japon                               | 16 min 10 s 95 | Kareema Saleh Jasim Bahreïn                                                    | 16 min 24 s 28 | Kim Jong-Hyang Corée du Nord                                                 | 16 min 49 s 86 |
| 100 m haies (Vent : -0,1 m/s) | Zhang Hongpei Chine                              | 14 s 09        | Natalya Asanova Ouzbékistan                                                    | 14 s 24        | Azizah Ibrahim Malaisie                                                      | 14 s 59        |
| 400 m haies | Ghofran Al-Mouhmad Syrie                         | 57 s 66        | Chen Yumei Chine                                                               | 59 s 52        | Li Ling Chine                                                                | 60 s 34        |
| 4 × 100 m | Chine Tao Yujia Liang Qiuping Wang Yaqi Chen Jue | 44 s 95        | Japon Ayaka Takeuchi Nao Okabe Yuka Nagakura Miyako Kumasaka                   | 45 s 66        | Thaïlande Jitladda Kunkaew Sintara Seangdee Ketsiri Wongchai Kunya Harnthong | 46 s 49        |
| 4 × 400 m | Chine Chen Yumei Li Ling Chen Cuiyu Li Xueji     | 3 min 40 s 37  | Thaïlande Karat Srimuang Treewadee Yongphan Krittaporn Pengsut Kunya Harnthong | 3 min 44 s 61  | Inde Mandeep Kaur Sini Jose Anu Mariam Jose Machettira Poovamma              | 3 min 45 s 36  |
| 10 000 m marche | Li Cui Chine                                     | 49 min 28 s 11 | Chai Xue Chine                                                                 | 49 min 28 s 45 | Fumika Kiryu Japon                                                           | 50 min 08 s 14 |
| Saut en hauteur | Svetlana Radzivil Ouzbékistan                    | 1,90 m         | Yekaterina Yevseyeva Kazakhstan                                                | 1,88 m         | Nadiya Dusanova Ouzbékistan                                                  | 1,84 m         |
| Saut à la perche | Zhang Yingning Chine                             | 4,20 m         | Noor Akma Abdul Fatah Malaisie                                                 | 3,40 m         | Ruchi Tewari Inde                                                            | 3,00 m         |
| Saut en longueur | Aleksandra Kotlyarova Ouzbékistan                | 6,02 m         | Hitomi Nakano Japon                                                            | 5,94 m         | Rima Taha Jordanie                                                           | 5,92 m         |
| Triple saut | Anna Bondarenko Kazakhstan                       | 13,18 m        | Tao Yujia Chine                                                                | 13,07 m        | Irina Litvinenko Kazakhstan                                                  | 13,03 m        |
| Lancer du poids | Li Li Chine                                      | 16,78 m        | Oksana Kot Ouzbékistan                                                         | 14,94 m        | Izumi Yoshida Japon                                                          | 14,35 m        |
| Lancer du disque | Tan Jian Chine                                   | 55,74 m        | Wang Bin Chine                                                                 | 55,41 m        | Narumi Ejima Japon                                                           | 48,20 m        |
| Lancer du marteau | Wang Zheng Chine                                 | 60,16 m        | Wang Yang Chine                                                                | 59,33 m        | Galina Mityaeva Tadjikistan                                                  | 52,55 m        |
| Lancer du javelot | Zhu Jingya Chine                                 | 55,54 m        | Zhang Ying Chine                                                               | 55,14 m        | Momoko Matsumoto Japon                                                       | 53,19 m        |
| Heptathlon | Wei Xiaobin Chine                                | 4 968 pts      | Olga Lapina Kazakhstan                                                         | 4 882 pts      | Anastasya Kudinova Kazakhstan                                                | 4 734 pts      |
| Records et Performances - AR : Record continental (area record) - CR : Record des championnats (championship record) - MR : Record du meeting (meet record) - NR : Record national (national record) - OR : Record olympique (olympic record) - PR : Record paralympique (paralympic record) - PB : Record personnel (personal best) - SB : Meilleure performance personnelle de la saison (season's best) - WL : Meilleure performance mondiale de l'année (world leader) - WJR : Record du monde junior (world junior record) - WR : Record du monde (world record) Circonstances et Conditions - DNF : N'a pas terminé (did not finish) - DNS : N'a pas pris le départ (did not start) - DQ : Disqualification (disqualification) - NM : Aucun essai valable enregistré (No Mark) - Q : Qualifié « directement » au prochain tour (ou à la prochaine compétition), lors d'une compétition majeure, grâce au classement ou à la réalisation des minima (automatic qualifier) - q : Qualifié au prochain tour (ou à la prochaine compétition), lors d'une compétition majeure, grâce au repêchage ou à la réalisation de l'une des meilleures performances parmi celles des « non qualifiés directement » (grâce au meilleur temps ou à la meilleure distance par exemple) (secondary qualifier) |                                                  |                |                                                                                |                |                                                                              |                |